# 防衛日報
防衛日報（ぼうえいにっぽう）は、防衛省・自衛隊関連のニュースを主とする日本の新聞。防衛日報社が発行している。

## 概要
1953年2月、東京都中央区日本橋において防衛産業協会を立ち上げ、編集部を設置、日刊「調達日報」を発行。同3月に第3種郵便の認可。
1955年4月、「調達日報」の題字を改め日刊「防衛日報」として発行以降、2018年現在、16,000号を超える自衛隊の老舗的広報紙。
部外者も購読は可能だが、自衛隊内で購読されている。紙面内容は、1面（表）は、全国の地方協力本部に係る広報・募集・援護などのニュースを扱い、2面（裏）で陸海空自の部隊の訓練や広報などのニュースを掲載している。本紙の起源が調達に関わる機関紙だったことから、入札や落札情報などを掲載しているのも特徴。

## 防衛日報社
発行元の防衛日報社では、自衛隊の機構や予算、装備、人事などの情報を載せた『自衛隊年鑑』、『自衛隊現況』を出版している。また防衛日報本紙より抜粋された記事を掲載するwebメディア「防衛日報デジタル」や自衛隊関連のイベント情報を掲載したwebサイト「みんなの自衛隊」を公開している。